# Associació Mundial de Zoos i Aquaris
L'Associació mundial de zoològics i aquaris — World Association of Zoos and Aquariums, WAZA en anglès— és una organització que engloba als més importants zoològics i aquaris del món. Creada originalment el 1935 a Basilea (Suïssa) sota el nom d'Unió Internacional de Directors de Jardins Zoològics (International Union of Directors of Zoological Gardens, IUDZG en anglès), va ser dissolta durant la Segona Guerra Mundial i fundada novament el 1946 a Rotterdam (Països Baixos) per un grup de directors de zoològics de països aliats. El 2000 l'associació va canviar actual. Des del 1950 l'associació és membre de la Unió Internacional per a la Conservació de la Natura (UICN).